# Richard Réti
Richard Réti (født 28. maj 1889, Pezinok (Østrig-Ungarn, nu Slovakiet), død 6. juni 1929, Prag) var en østrig-ungarsk og senere tjekkoslovakisk skakspiller, skakskribent og komponist af skakproblemer. Han er kendt som en af grundlæggerne af den hypermoderne skakskole sammen med Aron Nimzowitsch, Savielly Tartakower og Gyula Breyer. Han er bedstefar til den tyske maler Elias Maria Reti.

## Biografi
Richard Réti blev født i 1889 i den ungarske del af Østrig-Ungarn. Hans storebror Rudolph Réti (1885-1957) var komponist og pianist. I 1890 flyttede familien til Wien, hvor Richard Réti gik i gymnasiet og begyndte at studere matematik på universitetet. Men studiet kom i baggrunden, efterhånden som skakken tog mere og mere tid. Til sidst besluttede han sig for at blive professionel skakspiller.
Réti var ikke noget vidunderbarn inden for skakken og måtte arbejde hårdt med selvstudier for at blive bedre. I årene 1908-1912 blev hans spilestyrke forbedret væsentligt. I sin første store turnering i 1908 fik han således kun tre remis i 19 partier, mens han i sin anden turnering fik 5,5 points ud af ti mulige. Blandt hans venner fra tiden i Wien var Gyula Breyer.
Under 1. verdenskrig stod den internationale skakverden stille. Og efter krigen søgte Réti mod Prag. I 1922 skrev han Die neuen Ideen im Schachspiel, hvor han brugte udtrykket "hypermoderne", som senere blev taget op af bl.a. Tartakower. Han var som Nimzowitsch en kritiker af ikke mindst Tarraschs dogmatiske tilgang til skakken, men gik ikke i samme omfang ind i en fejde.
Richard Réti var i høj grad med på at sætte den hypermoderne skole i centrum, da han i 1924 i New York slog verdensmesteren José Raúl Capablanca – det første parti denne tabte efter at have erobret verdensmesterskabet. Midlet var en åbning som siden har fået Rétis navn (1. Sf3, d5 2. c4, -)
Réti forbedrede i 1925 rekorden i spillede partier ved en blindskaksimultan til 29 (21 sejre, seks remis og to tab) ved en forestilling i São Paulo, Brasilien. 
Ifølge senere beregninger var Richard Réti stærkest omkring 1920-1921, hvor hans historiske Elo-rating ifølge Chessmetrics.com nåede 2710. Han var på det tidspunkt blandt de fem bedste spillere i verden.
Richard Réti døde af skarlagensfeber i 1929 i Prag.

## Kendte slutspilstudier
Richard Réti var også en dygtig problemkomponist, og man kender 53 slutspilstudier af ham. I studiet til højre ser hvid fortabt ud. Sorts bonde har et tilsyneladende uindtageligt forspring, og sorts konge kan bare gå hen og tage hvids bonde, hvis han forsøger at rykke den. 
Løsningen er:

1. Kg7!, h4

2. Kf6, Kb6 (eller 2. ..., h3 3. Ke7 og den hvide konge kan understøtte bonden)

3. Ke5!!... (og kongen når nu enten sorts bonde eller kan understøtte sin egen)

3. ..., h3

4. Kd6, med remis.

## Bøger af Richard Réti
- Réti, Richard: Die neuen Ideen im Schachspiel (1922)
- Réti, Richard: Die Meister des Schachbretts (1930)